# Société des Faux-Visages

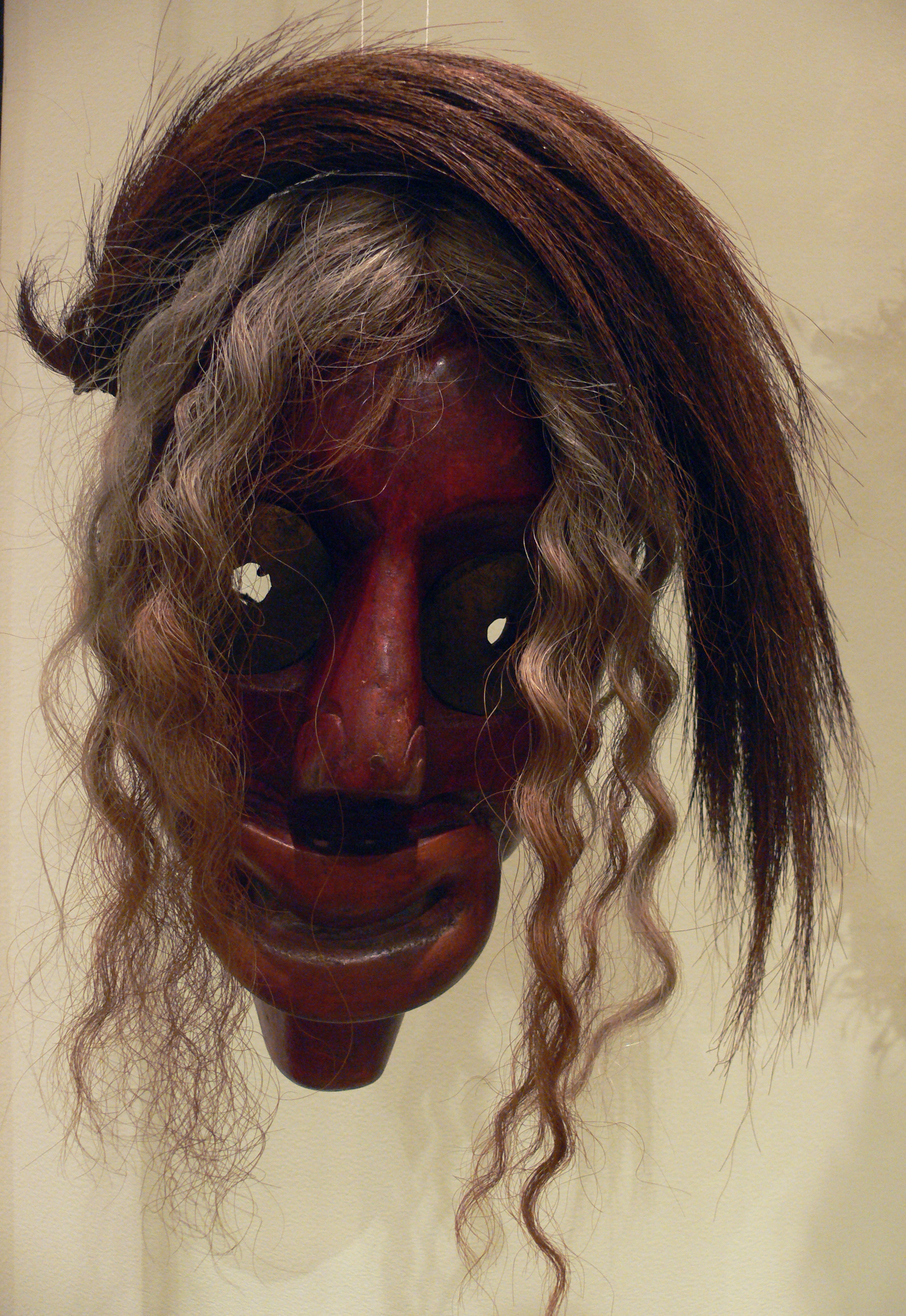
Faux visage conservé au Musée ethnologique de Berlin.

La Société des Faux-Visages  aussi nommée masques Ga'goh'sah est la plus connue des nombreuses sociétés médicinales des Nord-Amérindiens, notamment chez les Iroquois.
Des masques en bois nommés les Faux-Visages sont utilisés dans plusieurs rituels notamment curatifs. Ils possèdent des pouvoirs sur les éléments, contre le mauvais sort et les maladies. La morphologie de ces masques présente des traits déformés, proche parfois de la caricature, tantôt amusant, tantôt effrayant. Ces formes sont dictées aux chamans-guérisseurs par des visions ; ces masques sont considérés comme très puissants et très dangereux. La réalisation de ces masques est particulière, puisqu'ils sont sculptés dans le bois, alors que celui-ci est non-coupé, le masque tire sa force de la terre. On coupe l'arbre une fois que le masque est achevé.
Les patients guéris par la société deviennent des membres.
Depuis le début des années 1990, le peuple iroquois a demandé aux musées américains et canadiens de retirer les masques des Faux-Visages des vitrines ainsi que les clichés en ligne de ces masques. Ils sont considérés comme ayant toujours une très grande valeur et porteur de pouvoirs « magiques » important. Ils ne sont normalement pas visibles pour les non-initiés.